# Forfattereksemplar
Et forfattereksemplar er et eksemplar af en bog, som forfatteren får gratis – et frieeksemplar. Antallet af forfattereksemplarer aftales mellem forfatter og forlag, men vil som regel være et fast antal uanset oplagsstørrelse.
Hvor flere forfattere bidrager til et værk, er det almindeligt at den enkelte forfatter får særtryk af sit eget bidrag som forfattereksemplarer.
| Bog | Spire Denne artikel om bøger og tidsskrifter er en spire som bør udbygges. Du er velkommen til at hjælpe Wikipedia ved at udvide den. |